# 남아메리카맥
남아메리카맥(South American tapir)은 흔히 브라질맥(Brazilian tapir), 아마존맥(Amazonian tapir), 아메리카맥(American tapir), 안타(Anta)라고도 불리며, 맥과에 속하는 네 종 중 하나이다(산악맥, 말레이맥, 베어드맥과 함께 말목에 속한다). 이 종은 아마존에서 현존하는 가장 큰 토종 육상 포유류이다.

## 묘사
남아메리카맥은 짙은 갈색이며 얼굴은 더 창백하며, 낮고 직립된 볏이 왕관에서 목 뒤쪽으로 뻗어 있다. 둥글고 어두운 귀는 독특한 흰색 가장자리를 가지고 있다. 갓 태어난 맥은 몸을 따라 작은 흰색 반점과 줄무늬가 있는 짙은 갈색 털을 가지고 있다. 남아메리카맥은 몸길이가 1.8~2.5m에 달하며, 꼬리 길이는 5~10cm이고 평균 몸무게는 225kg 정도이다. 성체 무게는 150~320kg에 이르는 것으로 보고되었다. 어깨 길이는 77~108cm 정도이다.

## 분포 및 서식지
남아메리카맥은 안데스산맥 동쪽에 위치한 남아메리카 아마존 우림과 분지의 물 근처에서 발견될 수 있다. 지리적 범위는 북쪽의 베네수엘라, 콜롬비아, 기아나에서부터 남쪽의 브라질, 아르헨티나, 파라과이, 서쪽의 볼리비아, 페루, 에콰도르에 이르기까지 다양하다. 드물게 집 없는 맥들은 베네수엘라에서 트리니다드섬의 남쪽 해안까지 좁은 해로를 건넜지만 번식 개체군은 존재하지 않다.
남아메리카맥은 남아메리카에만 서식한다. 이 종은 숲과 사바나의 모자이크로 이루어진 서식지에서 발견된다. 브라질의 아마조나스주 남부 (유형 지역), 혼도니아주, 마투그로수주에서 채집되었다. 이 종은 콜롬비아의 아마소나스주에서도 서식하는 것으로 추정되며, 브라질 아마파주, 볼리비아 북부, 프랑스령 기아나 남부에서도 서식할 수 있다.
2024년, 1914년 이후 처음으로 남아메리카맥이 리우데자네이루주에서 관찰되었다. 리우데자네이루주 환경 연구소의 과학자 마르셀로 쿠펠로에 따르면, 이 종의 귀환은 리우데자네이루주의 숲이 다시 한 번 대형 포유류 개체군을 유지할 수 있게 되었다는 것을 의미한다.

## 행동

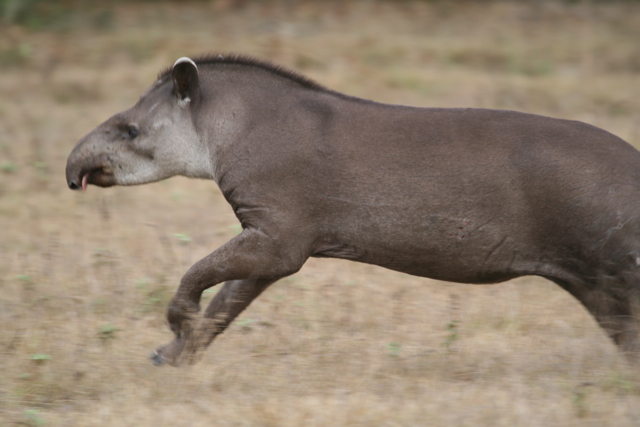
브라질 마투그로수주 판타나우에서 뛰고 있는 남아메리카맥

남아메리카맥은 뛰어난 수영 선수이자 다이버이지만 육지에서도 빠르게 움직인다. 심지어 험준하고 산악적인 지형에서도 말이죠. 수명은 약 25년에서 30년 정도이다. 야생에서 주요 포식자는 악어 (아메리카악어는 남아메리카 북부에만 존재하기 때문에 심각한 멸종위기에 처한 검은카이만과 오리노코악어만이 맥을 잡을 수 있을 만큼 충분히 크다)와 재규어와 퓨마와 같은 대형 고양이로, 밤에 맥이 물을 떠나 강둑에서 잠을 잘 때 맥을 공격하는 경우가 많다. 남아메리카맥은 그린아나콘다의 공격을 받기도 한다.
위협을 받으면 덤불이나 물속으로 도망칠 수 있지만, 남아메리카맥은 매우 강력한 물림으로 스스로를 방어할 수 있다. 2005년, 55세의 한 농부가 옥수수 밭에서 먹이를 먹고 있던 181kg의 암컷 남아메리카맥을 찔렀고, 이에 대응하여 남성을 반복적으로 물어뜯었다. 두 사람 모두 상처로 사망했다.
사회적 상호작용을 더 잘 탐구하기 위해서는 더 많은 연구가 필요하다.

## 먹이
남아메리카맥은 초식 동물이다. 이동식 코를 사용하여 잎, 새싹, 새싹, 작은 가지를 먹고 나무, 과일, 풀, 수생 식물에서 눈물을 흘린다. 또한 열대 우림에서 발견되는 대부분의 씨앗을 먹는다. 이는 먹이를 탐색 관찰, 대변 분석, 위 내용물 연구를 통해 연구하기 때문인 것으로 알려져 있다.
남아메리카맥이 야자수 잎과 씨앗을 먹는다는 것이 배설물 샘플을 통해 밝혀졌지만, 남아메리카맥의 식단과 생태에 대해서는 많은 것이 알려져 있지 않다. 이전에 발견된 맥은 중요한 씨앗 분산제이며, 이들이 서식하는 열대 우림이나 산악 생태계에서 중요한 역할을 하는 것으로 알려져 있다. 추가 연구가 필요하지만 남아메리카맥이 이 역할을 다른 속의 구성원과 공유할 가능성도 있다.

## 번식
남아메리카맥 짝짓기는 4월, 5월 또는 6월에 이루어지며 생후 3년 차에 성적으로 성숙한다. 암컷은 13개월의 임신 기간을 거치며 일반적으로 2년에 한 명의 자손을 낳는다. 새로 태어난 남아메리카맥의 몸무게는 약 6.8kg이며 약 6개월 후에 젖을 떼게 된다.

## 멸종위기 상태
남아메리카맥의 개체 수가 줄어들고 있는 이유는 고기와 가죽을 찾기 위한 밀렵과 서식지 파괴 때문이다. 남아메리카맥은 일반적으로 멸종위기종으로 인정받고 있으며, 1970년 6월 2일, 미국 어류 및 야생동물관리국에 의해 멸종위기종으로 지정되었다. 하지만 다른 네 종의 맥 종보다 멸종 위험이 현저히 낮다.